# Burcard de Beinwil
Burcard de Beinwil (Langenmat bei Muri, Suïssa, ca. 1140 - Beinwil, Freiamt, Argòvia, 18 de maig de 1192?) fou un prevere suís, rector de Beinwill. És venerat com a beat per l'Església catòlica.

## Biografia
Hi ha molt poques dades sobre la vida de Burcard. Nascut a Langenmat cap al 1140, seguí la carrera eclesiàstica i, ordenat sacerdot, fou nomenat rector de Beinwil (Suïssa). S'hi lliurà als seus fidels en la seva tasca sacerdotal, la seva virtut i la caritat que demostrava envers els necessitats del poble.

## Veneració
Hi morí amb fama de santedat i aviat la seva tomba, a la parròquia de Beinwil, fou meta de peregrinacions a la regió. Se li atribuïren miracles i, malgrat que no es confirmà oficialment el seu culte immemorial com a beat, en 1817 la Sacra Congregació de Ritus concedí ofici i missa propis en honor de Burcard. En 1866, la diòcesi de Basilea l'inclogué al seu Propi dels sants.
Segons una llegenda, el rector va ressuscitar un ocell que li feia companyia i que algú havia matat per molestar-lo. Això fa que habitualment sigui representat amb un ocell a la mà.